# 172-й меридіан східної довготи
172-й меридіан східної довготи — лінія довготи, що лежить на 172 градус східніше Гринвіцького меридіана. Вона проходить від Північного полюса через Північний Льодовитий океан, Азію, Тихий океан, Нову Зеландію, Південний океан та Антарктиду до Південного полюса.
172-й меридіан східної довготи формує велике коло разом із 8-мим меридіаном західної довготи.

## Список географічних об'єктів, що перетинає 172° сх. д.
Починаючи на Північному полюсі та рухаючись до Південного полюса, 172-й меридіан східної довготи проходить через:
| Координати                                                   | Країна, територія або море | Примітки |
| ------------------------------------------------------------ | -------------------------- | --- |
| 90°0′ пн. ш. 172°0′ сх. д. / 90.000° пн. ш. 172.000° сх. д.  | Північний Льодовитий океан | |
| 73°27′ пн. ш. 172°0′ сх. д. / 73.450° пн. ш. 172.000° сх. д. | Східносибірське море       | |
| 69°59′ пн. ш. 172°0′ сх. д. / 69.983° пн. ш. 172.000° сх. д. | Росія                      | |
| 60°53′ пн. ш. 172°0′ сх. д. / 60.883° пн. ш. 172.000° сх. д. | Берингове море             | |
| 53°5′ пн. ш. 172°0′ сх. д. / 53.083° пн. ш. 172.000° сх. д.  | Тихий океан                | Проходить східніше атола Арно[en], Маршаллові Острови                                                                               |
| 6°13′ пн. ш. 172°0′ сх. д. / 6.217° пн. ш. 172.000° сх. д.   | Маршаллові Острови         | Проходить через атол Мілі[en] |
| 6°2′ пн. ш. 172°0′ сх. д. / 6.033° пн. ш. 172.000° сх. д.    | Тихий океан                | Проходить західніше острова Хантер[de], Нова Каледонія (претендує Вануату) Проходить західніше острова Трі-Кінгс[en], Нова Зеландія |
| 41°26′ пд. ш. 172°0′ сх. д. / 41.433° пд. ш. 172.000° сх. д. | Нова Зеландія              | Проходить через Південний острів |
| 43°58′ пд. ш. 172°0′ сх. д. / 43.967° пд. ш. 172.000° сх. д. | Тихий океан                | |
| 60°0′ пд. ш. 172°0′ сх. д. / 60.000° пд. ш. 172.000° сх. д.  | Південний океан            | |
| 77°26′ пд. ш. 172°0′ сх. д. / 77.433° пд. ш. 172.000° сх. д. | Антарктида                 | Проходить через Територію Росса (претендує Нова Зеландія)                                                                           |